# Брагино (Вологодский район)
Брагино — деревня в Вологодском районе Вологодской области.
Входит в состав Старосельского сельского поселения, с точки зрения административно-территориального деления — в Старосельский сельсовет.
Расстояние по автодороге до районного центра Вологды — 43 км, до центра муниципального образования Стризнево — 3 км. Ближайшие населённые пункты — Гульево, Старое, Хреново.
По переписи 2002 года население — 50 человек (24 мужчины, 26 женщин). Преобладающая национальность — русские (96 %).